# Sarah Chang
Sarah Chang (ur. 10 grudnia 1980 w Filadelfii) – amerykańska skrzypaczka.

## Częściowa dyskografia
Nagrania dla EMI Classics:
- 1992 Debut
- 1993 Johannes Brahms; Piotr Czajkowski
- 1996 Édouard Lalo; Henri Vieuxtemps
- 1997 Simply Sarah
- 1998 Jean Sibelius; Felix Mendelssohn-Bartholdy
- 1999 Sweet Sorrow
- 2000 Karl Goldmark ;Gürzenich-Orchester, (James Conlon)
- 2001 Fire and Ice
- 2002 Antonín Dvořák, Piotr Czajkowski
- 2003 Classical Legends (compilation)
- 2004 Franch sonats (Lars Vogt)
- 2004 Ralph Vaughan Williams: Sinfonies; The Lark Ascending. (Bernard Haitink)
- 2005 Andrew Lloyd Webber: Phantasie/Woman in White
- 2006 Dmitrij Szostakowicz: